# Pavel S. Molchanov Climate Communications Prize
Der Pavel S. Molchanov Climate Communications Prize ist eine seit dem Jahr 2011 jährlich verliehene Auszeichnung der American Geophysical Union (AGU). Mit dem Preis soll auf die Wichtigkeit hingewiesen werden, wissenschaftliche Erkenntnisse im Bereich Klimatologie einer breiten Masse zugänglich zu machen. Mit dem Preis wird die Verbreitung wissenschaftlicher Erkenntnisse geehrt, nicht die Forschung selbst.
Diese Kommunikation kann in den Medien (TV, Zeitungen, soziale Medien, Web-Auftritte), aber auch als Stellungnahmen vor dem Kongress oder auch in Form von Vortragsreihen erfolgen. Geehrt werden auch Individuen, die dem Dialog in Bezug auf den Klimawandel in Bevölkerungsgruppen, die für gewöhnlich den menschlichen Einfluss auf das Klima leugnen, einen wichtigen Impuls gegeben haben.
Der Preis besteht aus einer finanziellen Komponente, einer Gravur, einer Erwähnung im Magazin Eos und einer Anerkennung im Rahmen des Herbsttreffens der AGU, sowie zweier zusätzlicher Tickets für das Bankett im Rahmen dessen der Preis verliehen wird.

## Preisträger
- 2011 Gavin A. Schmidt
- 2012 Jeffrey T. Kiehl
- 2013 Kevin E. Trenberth
- 2014 Katharine Hayhoe
- 2015 Richard C. J. Somerville
- 2016 Richard. B. Alley
- 2017 Stefan Rahmstorf
- 2018 Michael E. Mann
- 2019 Marshall Shepherd
- 2020 Jennifer Ann Francis
- 2021 Andrew E. Dessler
- 2022 A. Scott Denning
- 2023 Melissa Lott
- 2024 Matthew H. England